# Ел Чарко (Сантијаго Тулантепек де Луго Гереро)
Ел Чарко (шп. El Charco) насеље је у Мексику у савезној држави Идалго у општини Сантијаго Тулантепек де Луго Гереро. Насеље се налази на надморској висини од 2173 м.

## Становништво
Према подацима из 2010. године у насељу је живео 1 становник.

### Хронологија
| Година       | 2000         | 2005          | 2010 |
| ------------ | ------------ | ------------- | ---- |
| Становништво | 31 (12 / 19) | 170 (82 / 88) | 1    |

### Попис
| # | Индикатор                     | Вредност |
| - | ----------------------------- | -------- |
| 1 | Укупно домаћинстава           | 1        |
| 2 | Укупно насељених домаћинстава | 1        |
| 3 | Величина локације             | 1        |